# Tomorrow series
Tomorrow series è una serie di sette racconti d'invasione scritta dall'autore australiano John Marsden che racconta dell'invasione e occupazione dell'Australia da parte di una potenza straniera. La voce narrante è quella del personaggio principale, Ellie Linton, leader di un piccolo gruppo di teenager che si ritrovano coinvolti in una guerriglia con i soldati nemici nella regione intorno a Wirrawee, città (immaginaria) nella quale vivono. Il nome della serie deriva dal titolo del primo libro, Tomorrow, When The War Began.
I libri della serie furono pubblicati originariamente dal 1993 al 99, da Pan Macmillan e sono stati ristampati sedici volte. Un sequel della serie,The Ellie Chronicles, è stato pubblicato più tardi nel triennio 2003-06. Questa seconda serie tratta soprattutto del tentativo da parte dei protagonisti, e della società invasa, di riguadagnare la tranquillità e un livello di vita normale, dopo il tragico danno, fisico e psicologico, subito durante la guerra.
Il paese invasore non è mai specificato nel libro; in effetti, nessuna nazione al mondo risponde alle caratteristiche descritte nella serie, molto probabilmente per preciso intento dell'autore. Nello stesso modo, non è descritta nessuna parte di guerra che esuli dalla immediata prospettiva di Ellie; il lettore non è informato esattamente di quanta parte del paese sia veramente sotto il controllo nemico, o come stia andando la guerra per l'esercito australiano che si sta difendendo Australian military. È probabile che questo fosse l'intento di Marsden, avendo dato in questa serie maggiore importanza all'aspetto psicologico e caratteriale dei personaggi, più che alla guerra vera e propria, ed essendo questa un'accurata riflessione su come Ellie ed i suoi amici siano isolati e tagliati fuori dalla comunicazione con il resto del mondo.
Tomorrow, When The War Began e i suoi seguiti sono una delle serie di romanzi più popolari ed acclamati dalla critica nella storia della letteratura australiana per giovani lettori. Ha venduto fra i 2 e i 3 milioni di copie in Australia ed è stata tradotta in cinque lingue, fra le quali quella svedese, dove la serie ha venduto più di 115 000 copie.

## Tomorrow, When the War Began(1993)
Ellie Linton e i suoi amici Homer Yannos, Lee Takkam, Kevin Holmes, Corrie Mackenzie, Robyn Mathers e Fiona "Fi" Maxwell decidono di andare in campeggio per staccare dalla solita routine quotidiana. Dopo aver trovato una strada in una gola fitta di vegetazione, giungono in una remota zona della foresta, chiamata dai locali "Hell", e decidono di accamparsi lì. Durante la loro permanenza in quell'angolo del mondo sconosciuto, scherzano, ridono e si divertono. Una notte però vedono un certo numero di aeroplani da guerra volare, senza luci, bassi nel cielo, e il giorno seguente ne parlano.
Quando tornano a casa non trovano nessuno, gli animali domestici e il bestiame sono morti o stanno morendo. I ragazzi realizzano che le loro famiglie non sono mai tornate dalla festa del giorno della commemorazione, e proprio in quella zona del paese sono stati fatti prigionieri. Per fortuna, il padre di Corrie è riuscito a inviare un fax dal luogo della festa ad inizio settimana, avvisando i ragazzi dell'invasione e dicendo loro di nascondersi. I ragazzi si dividono per visitare la casa di ognuno e le varie parti della città alla ricerca di ulteriori indizi, ma Robyn e Lee non tornano. Ellie, Kevin e Corrie sono inseguiti dai soldati dopo aver spiato il campo nemico allestito alla fiera; Ellie ferisce e forse uccide tre di loro facendo saltare in aria una falciatrice da giardino. Il gruppo rimane a casa di Corrie mentre aspetta il ritorno di Robyn e Lee, ma un elicottero nemico li scopre e la casa viene bombardata, mentre i ragazzi osservano la scena nascosti nel capanno degli animali.
Ellie e Homer decidono di tornare indietro in città per trovare Robyn e Lee. Li trovano e scoprono che non potevano tornare perché Lee è stato colpito ad una gamba e non può camminare. Ellie, Homer e Robyn studiano un piano per portare via Lee dalla città trasportandolo dentro alla pala di un camion/bulldozer. Dopo il salvataggio, trovano un altro amico, Chris, che è rimasto nascosto dal giorno dell'invasione. Lui andrà con loro, ma farà perdere le staffe ad Ellie, che pensa che non prenda sul serio la guerra, essendosi addormentato durante il suo turno di guardia. Alla fine tornano indietro a "Hell" e, usando la radio di Corrie, scoprono che la Nuova Zelanda ha dichiarato guerra agli invasori, ma gli Stati Uniti rifiutano il coinvolgimento, temendo un altro Vietnam. Mentre Robyn, Corrie, Kevin e Chris tornano indietro in città per avere maggiori informazioni, Ellie e Lee cominciano una relazione. Nel frattempo Homer e Fi fanno lo stesso, anche se più lentamente.
Homer ha l'idea di combattere il nemico tagliandogli i rifornimenti, buttando giù il ponte che collega la città occupata alla baia dove sono le navi da rifornimento. Ellie e Fi rubano un camion di petrolio, mentre Homer e Lee liberano una mandria di bestiame verso il ponte per distrarre i soldati di guardia. Ellie guida il camion fin sotto il ponte e dà fuoco ad una corda imbevuta per farlo saltare a distanza. Il ponte salta e i 4 tornano a casa dagli altri ma scoprono che Corrie è stata colpita gravemente. Kevin si offre di portarla alla base nemica dove sperano che qualcuno possa curarla. I 6 ragazzi rimasti tornano indietro verso "Hell".

## The Dead of the Night(1994)
Nel timore di aver perso Corrie e Kevin, e non sapendo come se la stessero passando in territorio nemico, il morale del gruppo si abbassa in fretta e i ragazzi passano diverso tempo senza fare molto. Finalmente Homer prende la guida del gruppo chiamando i ragazzi a raccolta e suggerendo di cominciare a fare qualcosa di produttivo cercando di rintracciare Corrie e Kevin.
Dopo aver passato un po' di tempo esplorando la zona, rilasciano una bomba fumogena all'interno dell'ospedale per investigare durante l'evacuazione. Scoprono che Corrie è in coma, ma Kevin, nonostante sia stato picchiato al suo arrivo, è in buona salute. Ad ogni modo non possono fare nulla per aiutare nessuno dei due amici.
Dopo aver saputo cosa è successo agli amici, il gruppo decide di preparare un attacco ad un convoglio sull'autostrada per Cobbler's Bay. La mattina dell'attacco Ellie cerca di parlare con Chris ma scopre che è ubriaco. Quello stesso pomeriggio il gruppo viene scoperto da una sentinella nemica, ma Homer gli spara con un fucile a canne mozze, nonostante l'accordo tra gli amici di non portare armi con sé.
L'esplosione del convoglio ha successo ed Ellie è costretta a uccidere un soldato ferito. Questo fatto la perseguiterà per il resto del libro. Non volendo tornare a Wirrawee, i ragazzi decidono di esplorare le strade intorno a Hell per scoprire dove conducono.
Chris decide di non andare e di rimanere invece indietro.
La loro esplorazione li conduce ad un gruppo di australiani liberi chiamati "Eroi di Harvey", guidati da un uomo chiamato Maggiore Hervey, un personaggio sessista con manie di controllo. Questi si rifiuta di permettere a parte del gruppo di tornare indietro a cercare Chris, e sembra avere ragioni di vendetta contro Ellie. Diventa chiaro subito che Harvey non è un maggiore dell'esercito, in effetti non è altro che un direttore scolastico che ha passato qualche tempo nelle riserve dell'esercito. Anche se Harvey si vanta di aver condotto diversi attacchi ai nemici, questi tentativi si rivelano essere stati tutti a basso rischio contro mezzi abbandonati ed una centrale elettrica poi risultata essere legata alla rete telefonica locale.
Il gruppo è invitato a seguire un attacco degli Eroi di Harvey contro un carro armato abbandonato, ma cadono in un'imboscata nemica e sono costretti a fuggire, lasciando molte delle cose che possiedono.
Fi è inseguita da un soldato nemico e Lee lo pugnala, ricordando agli altri che il percorso per tornare a Hell non può essere scoperto.
Quando tornano indietro Chris non c'è, passano due settimane a cercarlo, ma di lui non c'è alcun segno. Una ricerca più attenta in città, rivela ai ragazzi una parte dei prigionieri al lavoro, compresa la madre di Corrie ed alcuni invasori. Mentre si rifugiano nella casa dell'insegnante di musica di Robyn, Ellie e Lee consumano la loro relazione, ma Ellie si sente tradita quando Lee rivela la loro vita amorosa a Homer chiedendogli dei preservativi.
Si spostano in una chiesa, dove possono spiare alcuni invasori che hanno occupato alcune case in una zona prestigiosa della città, inclusa la casa di Fi. Qui scoprono che il Maggiore Harvey, che credevano morto nell'agguato nella foresta, lavora direttamente con il nemico.
Decidono di far saltare alcune case sfruttando le scintille ed il gas di alcuni elettrodomestici.
L'esperienza li eccita e funziona a dovere, ma sulla strada del ritorno vedono un veicolo ribaltato vicino ad una diga. Futuri accertamenti rivelano che è Chris: si è ribaltato con la macchina ed è morto settimane prima. Il libro finisce come comincia, con il gruppo depresso con il morale basso.

## The Third Day, the Frost(1995)
(published in America as A Killing Frost)
Come nell'apertura del libro precedente il morale del gruppo è stato ancora una volta deteriorato; alcuni membri soffrono di disturbi alimentari e insonnia, oltre ad altri problemi. Scoprono ben presto che il loro amico Kevin lavora come schiavo in una fattoria lì vicino e lo salvano inscenando la sua morte. Lui riesce a riunire il gruppo e dice ai ragazzi che mentre era prigioniero ha imparato cose sugli esplosivi da altri prigionieri.
Con le conoscenze acquisite da Kevin adesso sono in grado di organizzare l'attacco a Cobbler's Bay, il più grande porto nella zona che è usato dai nemici. Distruggono con successo almeno una nave e gran parte della banchina, usando una enorme bomba fatta con del fertilizzante. Tutti i ragazzi riescono a fuggire dalla zona relativamente illesi.
Il gruppo si mette però nei guai con un gruppo di soldati nemici ed è costretto a nascondersi in un'autorimessa. Li c'è una casa ed all'interno trovano delle radio, con le quali cercano di contattare l'esercito della Nuova Zelanda.
Ma le speranze del gruppo di essere evacuato in Nuova Zelanda vengono deluse, perché l'esercito è completamente impegnato nella guerra, questo nonostante raccontino al colonnello dell'Intelligence, Finelly, che sono i responsabili dell'attacco a Cobbler's Bay. Pensando che hanno già fatto abbastanza, Fi suggerisce che il gruppo si prenda una pausa. Così vanno ad Isthmus, un luogo dove alcuni di loro avevano in precedenza trascorso vacanze con le rispettive famiglie. Tuttavia, mentre stanno andando verso il parco Nazionale, vengono catturati dal nemico e messi in una prigione ad alta sicurezza, usata per i cittadini australiani “altamente pericolosi”. Lì lavora il Maggiore Harvey, il traditore del secondo libro. Questi cerca ripetutamente di convincere Ellie che la guerra è un bene per l'Australia, senza ottenere risultati.
Ellie ed Homer sono infine condannati a morte mentre gli altri membri del gruppo ricevono condanne dai 20 ai 30 anni di prigione.
Fortunatamente la prigione è segnata come obiettivo per i raid aerei della Royal New Zealand Air Force e, durante il caos del bombardamento, Ellie e compagni cercano di fuggire. Il Maggiore Harvey cerca di fermarli ma Robyn lo uccide con una "grenade" (sorta di bomba a mano) sacrificandosi per i compagni.
Il resto del gruppo incontra un pilota Kiwis e lo convince a portarli in Nuova Zelanda.
All'arrivo vengono portati in ospedale dove le infermiere riscontrano diversi danni fisici, come problemi alla schiena, cicatrici e commozioni cerebrali.
Il libro finisce esortando i ragazzi a credere in qualcosa, ricordando il gesto eroico di Robyn, tanto ammirata da Ellie che rimane molto sconvolta dalla sua morte.

## Darkness, Be My Friend(1996)
Il gruppo prova a vivere una vita normale in Nuova Zelanda, insieme ad altri rifugiati, ma sono ossessionati dalla guerra (che è ancora in corso). 5 mesi dopo essere arrivati lì, sono contattati dal colonnello Finley della New Zealand Defence Force che sta cercando guide da affiancare alle unità Kiwis SAS che sono utilizzate nel territorio australiano per le azioni di guerriglia. Ellie inizialmente è restia ad accettare, ma dopo aver passato una notte di follia e superficialità, essendosi ubriacata, con uno studente neozelandese, decide di partire, sperando che partecipare allo sforzo bellico l'aiuti a recuperare l'autostima. Il gruppo torna a Wirrawee accompagnato da un plotone di truppe scelte delle forze speciali.
Le truppe SAS spariscono durante una missione per distruggere la base aerea di Wirrawee (usata come base militare principale). Mentre cerca i soldati scomparsi, il gruppo di Ellie è scoperto e costretto a fuggire. Lee, che stava guidando il gruppo di soldati neozelandesi, viene separato dal resto dei ragazzi.
Ritirandosi, i ragazzi decidono di rifugiarsi nella loro vecchia scuola in attesa di tornare a Hell. Dopo essersi riuniti con Lee, lui dà loro informazioni sui loro genitori e racconta che i propri sono stati uccisi in una discussione con una guardia al campo della Fiera. Questo succedeva di fronte ai fratelli di Lee, che sono ancora detenuti in quel luogo, accuditi da altri adulti.
Ora che i suoi genitori sono morti, Lee diventa emotivamente più freddo e più indipendente. Comincia anche a mettere gli altri in pericolo, forse perché egli non dà molto valore alla sua vita.
Avendo molte informazioni, Lee rivela a Fi che può rivedere i suoi genitori e il risultato è una riunione clandestina tra Mr e Mrs Maxwell e la loro figlia nel giardino botanico non troppo lontano dalla scuola superiore. Questi possono parlare solo per una ventina di minuti, quando i genitori di Fi sono autorizzati ad uscire per il pranzo, ma Ellie è incerta se la riunione sia una cosa buona o no.
Nello stesso periodo, Lee porta Ellie al cimitero locale, dove le mostra la tomba di Corrie. La ragazza era morta pochi mesi prima, probabilmente mentre il resto del gruppo era in Nuova Zelanda. Ellie sembra avere uno svenimento e si lascia andare fra le braccia di Lee.
Il gruppo realizza un doppio attacco alla base aerea (che era l'obiettivo delle unità SAS) da una parte cercando di distruggere il campo aereo definitivamente e dall'altra cercando di sabotare gli aerei mettendo zucchero nel loro carburante. Tuttavia, la combinazione di cattiva pianificazione, eccesso di fiducia, e sfortuna, causa il fallimento dei loro piani e sono costretti a fuggire di nuovo a Hell.
Il gruppo ha poi un contatto radio con il colonnello Finley in Nuova Zelanda, che dice loro che non hanno possibilità di essere estratti di nuovo e che dovranno ritornare alla loro vecchia vita nei territori occupati.

## Burning for Revenge(1997)
Durante una missione esplorativa, il gruppo si nasconde in un camion nemico per evitare di essere scoperto.
Dopo uno scomodo viaggio al buio scoprono che sono stati trasportati direttamente nel campo di aviazione. Alla scoperta Kevin ha un esaurimento nervoso e va in shock. Il resto del gruppo, tuttavia, decide di utilizzare questa opportunità per attaccare l'aeroporto invece di tentare di fuggire. Mentre esplora una vicina caserma, Ellie uccide due soldati. Rendendosi conto che è solo questione di tempo prima che i corpi vengano trovati, il gruppo decide di cominciare subito l'attacco.
Rubano due camion portandoli in posizione strategica e fanno saltare diverse autobotti per il rifornimento sparandoci. Ne risulta un'esplosione a catena e il fuoco distrugge parte dell'aeroporto ed alcuni degli edifici, assestando un duro colpo alle forze aeree del nemico. Si viene così a creare un'occasione cruciale per i bombardamenti aerei neozelandesi.
Fuggono in un camion rubato e, dopo aver eluso gli inseguitori, riescono miracolosamente a scivolare fuori dalla zona sotto controllo nemico andando verso il fiume, alla deriva a valle verso, la vicina città di Stratton. Qui scoprono una tribù ostile di selvaggi bambini che hanno vissuto nascondendosi per le strade dall'inizio della guerra.
Ellie si accorge, dopo un po', che Lee è spesso lontano dal nascondiglio di Stratton.
Decide di seguirlo e rimane sconvolta quando si accorge che ha una relazione con una ragazza nemica di nome Reni. Il libro si conclude con Lee che cade in una trappola studiata per catturarlo, ed il successivo salvataggio da parte di Ellie.
Nonostante questo il comportamento di Lee ha ormai danneggiato il loro rapporto sia intimo che formale.

## The Night is for Hunting(1998)
Mentre accompagnano un gruppo di bambini selvaggi, i ragazzi vengono scoperti da una pattuglia nemica e con alcuni dei bambini scappano a Hell. Prendono i 5 piccoli (Gavin, Natalie, Casey, Jack e Darina) con sé. Ma i bambini non si fidano ancora di loro ed il loro leader Gavin (che è sordo) li convince a fuggire nella boscaglia. Ellie con il gruppo riesce a rintracciarli ma non prima che Darina muoia disidratata.
Riescono a convincerli che sono più al sicuro a Hell e i piccoli esausti tornano indietro.
Per rendere felici i bambini il gruppo decide di festeggiare il Natale, ma la cosa impone un raid in una casa colonica per i rifornimenti. Homer, Ellie, Gavin e Fi vengono catturati, ma fuggono tornando a Hell per festeggiare il natale. Qui viene creata anche una scuola per i bambini, dove Lee insegna arte e musica, Kevin scienze, Homer matematica, ed Ellie e Fi inglese. Lee chiede scusa ad Ellie per le sue azioni passate rimediando così alla frattura del loro rapporto.
Scoprono però che il loro attacco all'aeroporto li ha resi un bersaglio prioritario per le forze nemiche ed un gruppo di soldati li ha seguiti fino a Hell per un'imboscata. Dopo uno scontro relativamente lungo (in confronto a quelli abituali), il gruppo si rende conto di non essere più al sicuro a Hell e riprende immediatamente contatto con la Nuova Zelanda.

## The Other Side of Dawn(1999)
La guerra volge al termine, e al gruppo viene chiesto di aiutare le truppe neozelandesi in un ultimo disperato sforzo per vincerla. Le ultime settimane sono state molto dure, la mancanza della famiglia e di casa si fa sentire.
La guerra può anche essere quasi finita ma ancora c'è molto da combattere. La Nuova Zelanda lancia la sua offensiva contro gli invasori, il gruppo evacua i bambini selvaggi ad eccezione di Gavin e poi decide di attaccare una stazione di servizio, ma sono scoperti ed Ellie finisce a bordo di un treno. Decide di cogliere l'occasione per sabotare il treno, ma viene colpita ad una gamba ed il gruppo rimane separato.
Ellie viene catturata e portata in ospedale per ordine di un colonnello nemico, che spera di ottenere favori in cambio, in caso di una probabile sconfitta in guerra. Durante il recupero dalla ferita il colonnello dice a Ellie che i suoi amici sono stati uccisi durante la fuga, gettandola in uno stato di depressione.
Al termine della degenza viene mandata in un campo di prigionia dove si rende conto che non può rivelare il suo vero nome. Ma un suo conoscente di Wirrawee inavvertitamente la tradisce ed Ellie è costretta fuggire con l'aiuto di un giovane medico.
Ellie rintraccia sua madre e decide di rimanere con lei fino alla notizia della fine della guerra: l'Australia ha firmato un trattato di pace con la nazione occupante causando la formazione di un nuovo Stato nel continente (punto analizzato a fondo in "Ellie's Chronicles").
Ellie e la sua famiglia cercheranno di tornare ad una parvenza di vita normale. Sebbene i suoi genitori siano sopravvissuti, è addolorata per la morte dei suoi amici.
Il racconto prende una piega ottimistica quando si scopre che i ragazzi sono invece sopravvissuti e che erano stati imprigionati in un carcere di massima sicurezza, insieme a Gavin e alla maggior parte dei soldati neozelandesi dispersi.
Anche tutti i ragazzi sopravvissuti cercano di tornare ad una vita normale. Lee si trasferisce a Stratton con i fratelli e ricomincia gli studi, anche Fi si sposterà a Stratton con la famiglia, mentre Kevin va in Nuova Zelanda a studiare. Gavin andrà a vivere con Ellie alla fattoria (il suo unico genitore è creduto morto durante la guerra e allo stesso modo la sorte di sua sorella è sconosciuta).
Ellie e Homer continueranno a fare gli agricoltori.